# 山本潤 (看護師)
山本 潤（やまもとじゅん、1974年 - ）は看護師、保健師。一般社団法人Springの創設者（2017年）、元代表理事。
未成年時に実父から性暴力被害を受け、病院の救急病棟で看護師として働いた経験を通して被害体験と向き合い、2007年に性暴力被害者支援看護師（SANE-J、Sexual Assault Nurse Examiner）の日本版（一般社団法人日本フォレンジック看護学会）の研修を終了。2010年に杏林大学大学院看護学修士取得、実名・顔出しで被害を語り、講演や執筆活動を開始した。
2017年に性犯罪被害当事者らを中心に一般社団法人Spring を設立・法人化（前身は「性暴力と刑法を考える当事者の会」）、不同意性交等罪の制定を目指して活動を行う。2020年に法務省の「性犯罪に関する刑事法検討会」委員を務めた。2023年4月より、茨城県立医療大学保健医療学部看護学科の助教を務める。
一般社団法人Springの代表理事を務めていた2020年12月4日には、群馬県草津町長の黒岩信忠から性暴力を受けたと虚偽の訴えを行った新井祥子元町議への連帯を示し、「レイプの町草津」等の表現をし、リコール反対運動を行った。その後の2023年12月5日には、新井元町議が性暴力について真実でないと認めたことを受け、一般社団法人Springは新井元町議への連帯を撤回、また、「レイプの町草津」等の表現についてSNS上で謝罪した。一方で、山本は当該声明発表時には一般社団法人Springの代表理事を退いており、山本本人は上記の出来事に関する見解を公の場においては示していない。

## 著書
- 山本潤『13歳、「私」をなくした私』朝日新聞出版、2017年4月30日。ISBN 978-4-0225-1453-0。
- 山本潤「［インタビュー］被害者が望む法改正とは──刑事法検討会委員となって思うこと」『戦争と性』第34巻、「戦争と性」編集室、2021年。
- 山本潤「当事者の声が社会を変える　今、何が最も必要なのか」『なぜ私は凍りついたのか: ポリヴェーガル理論で読み解く性暴力と癒し』花丘ちぐさ 編集、春秋社、2021年。ISBN 978-4-393-36564-9。